# 台灣電力產業

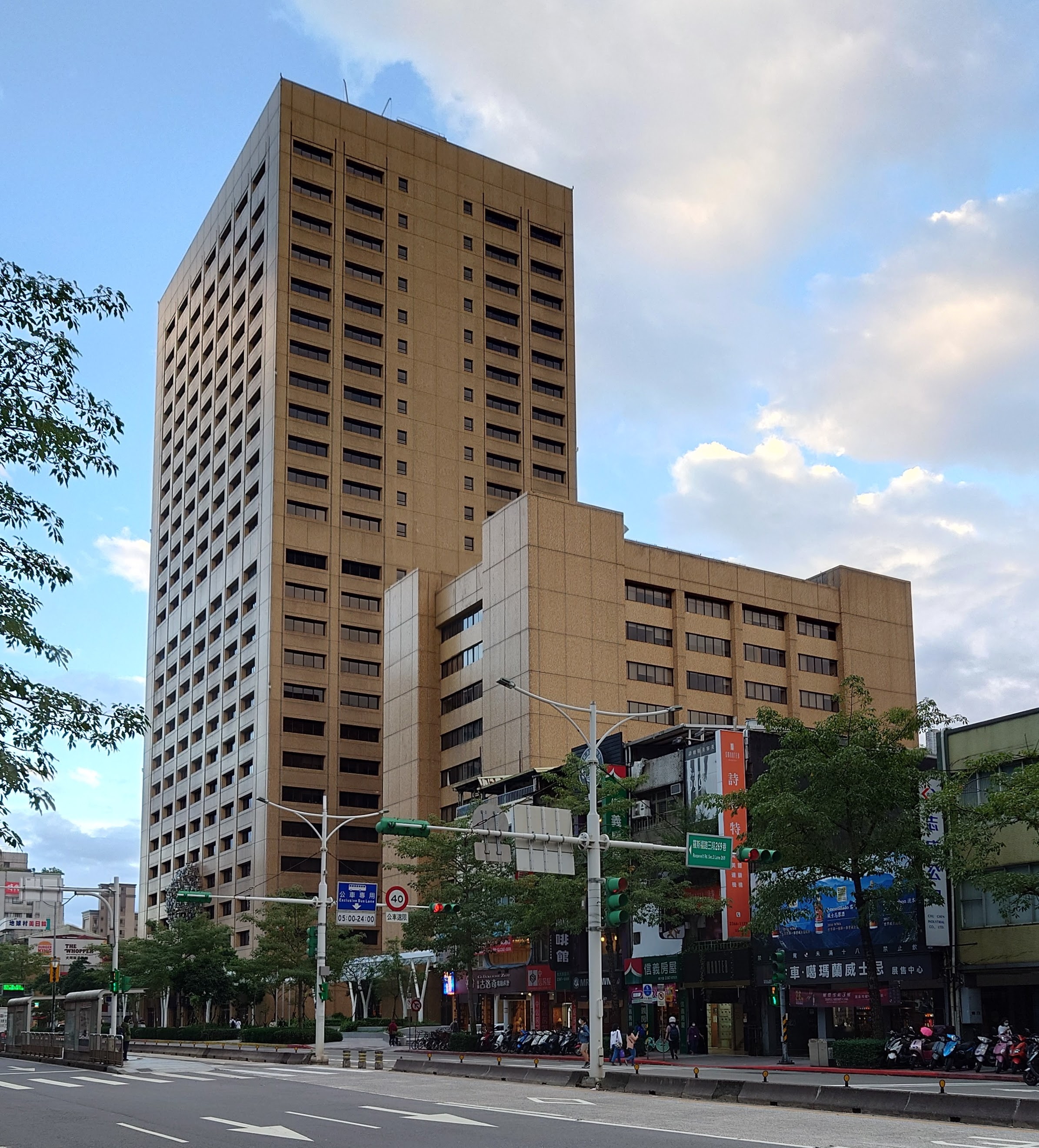
台灣電力公司總管理處辦公大樓，是台灣電力公司總部所在地。

台灣電力產業包括臺澎金馬及相關島嶼的發電、輸電系統、配電系統以及電力販售。

## 監管單位
台灣電力產業的監管單位是國營的電力公司台灣電力公司，在1946年5月1日成立。

### 獨立發電廠
台灣在1995年1月實施電業自由化，目前共有九家獨立發電廠，分別是：
- 長生電力公司（英语：Ever Power IPP Co., Ltd.）[4]
- 和平電力公司[5]
- 新桃電力公司（英语：Hsin Tao Power Corporation）[6]
- 麦寮汽电（英语：Mai-Liao Power Corporation）[7]
- 星能電子（英语：Star Energy Power Corporation）[8]
- 森霸電力（英语：Sun Ba Power Corporation）[9]
- 嘉惠電力
- 國光電力公司
- 星元電力公司

## 發電

台灣1980年至2010年的發電量

### 裝置容量
到2019年11月時，台灣總發電裝置容量為55.79 GW，其中包括燃煤的火力發電廠（38.6%）、天然氣的火力發電廠（32.5%）、核能發電廠（11.9%）、燃油火力發電廠（6.5%）、抽蓄式水力發電廠（1.4%）以及可再生能源（8%）

### 發電量
2018年的總發電量是273.6TWh，其中包括燃煤發電（46.3%）、天然氣（34.6%）、核能（10.1%）、再生能源（4.7%）、燃油（3.1%）以及抽蓄式水力發電（1.2%）。2015年台電向九家獨立發電廠購買了57.15TWh的電力。台灣1992年至2012年之間，發電量每年成長4.4%。
若考慮發電的成本，台灣2019年的平均發購電成本是每度新台幣2.23元，其中包括核能每度新台幣1.14元、燃煤每度新台幣1.63元、燃天然氣每度2.57元
台電依照各發電方式的不同特性，規劃了三種不同類型的電廠，分別是尖峰負載發電廠、中載發電廠及基本負載發電廠。
2012年，基本負載發電廠的發電量佔了總發電量的42.4%，比預期的比例55-65%要低。過去十年來，尖峰負載發電廠的發電比例在10.3-14.8%之間，較預期的10-15%要低。

### 發電廠

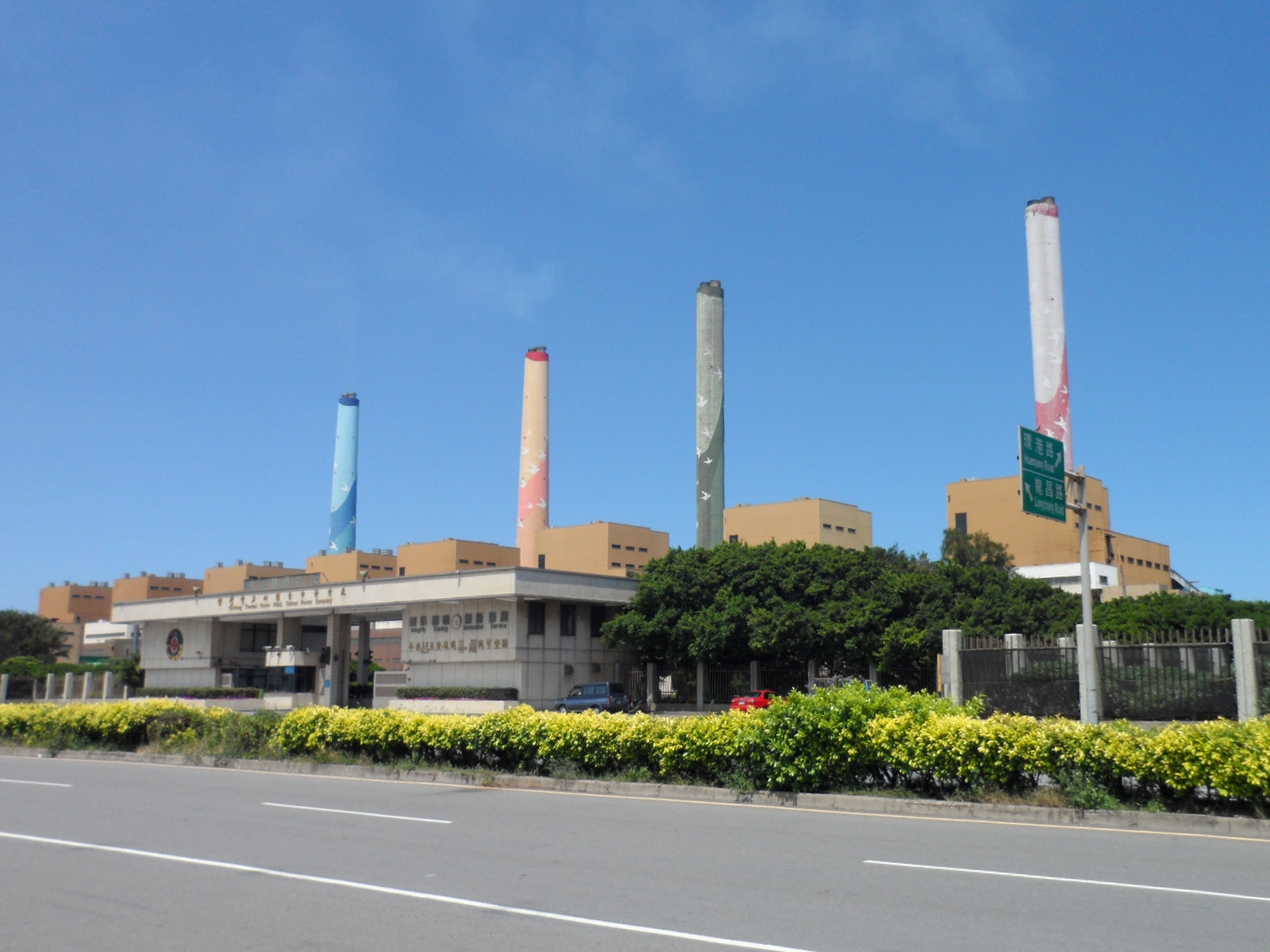
台中發電廠

到2007年底為止，台灣共有78座發電廠，其中有39座是水力發電廠、27座是 火力发电厂、9座風力發電廠及3座核电站。

#### 世界紀錄
台中市龍井區的台中發電廠是世界發電量最大的化石燃料發電廠，10部燃煤發電機裝置容量為5,500 MW，另外可透過燃氣渦輪發動機及風能額外提供324 MW的電能。。
桃園市觀音區的大潭發電廠是全世界最大的燃氣渦輪联合循环發電廠，其容量為4,419 MW。

### 備用容量
台灣將可用電力和電力需求之間的備用容量，訂定其目標值為15%。2014年台灣電力的備用容量為14.7%，2015年降到10.4%。
台灣另外有訂定備轉容量下限為6%，低於該數值會引發相關的警戒。若備轉容量低於900 MW的警戒值，會進行分區供電。

## 輸電及配電

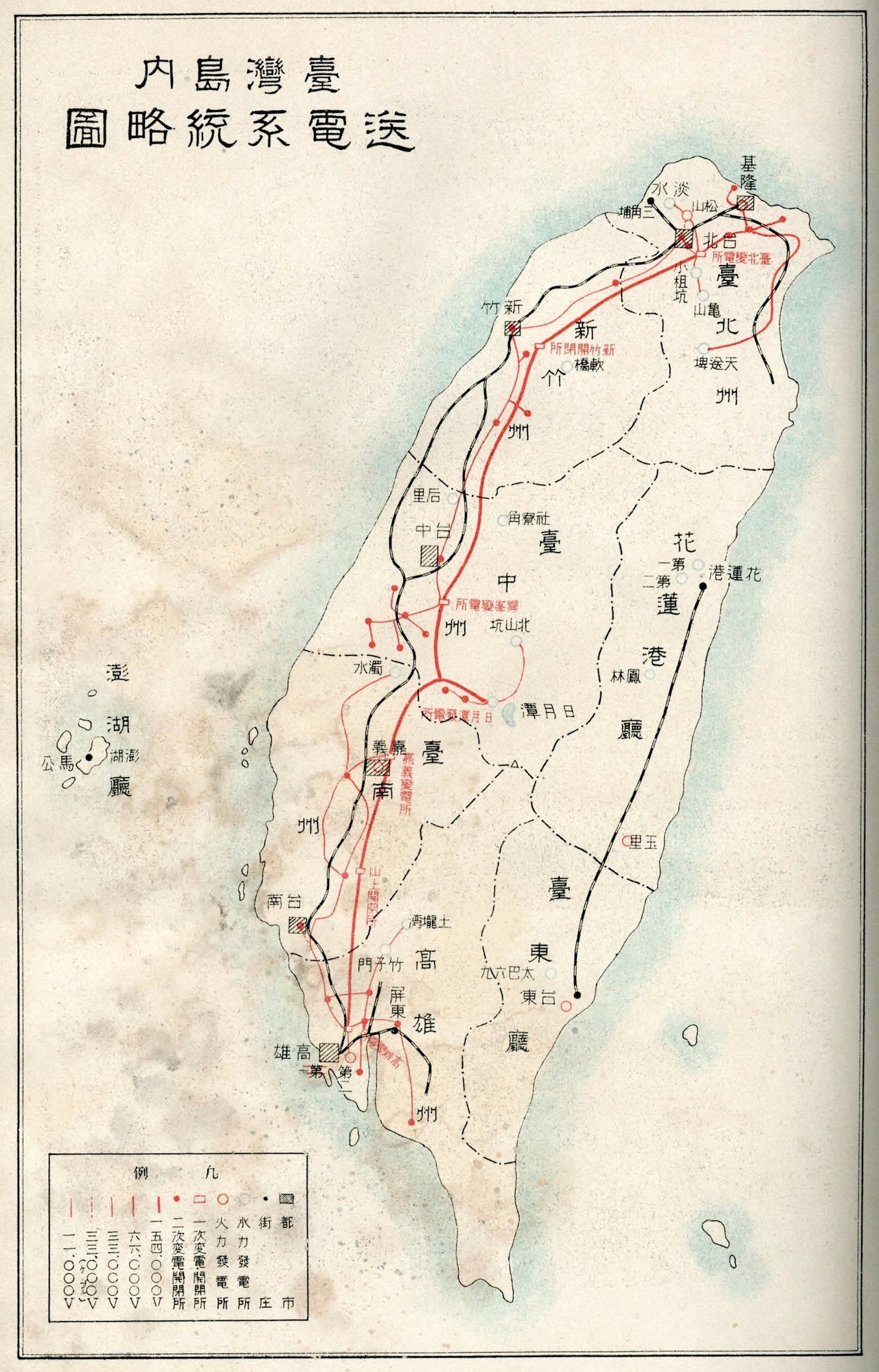
1934年的台灣輸電

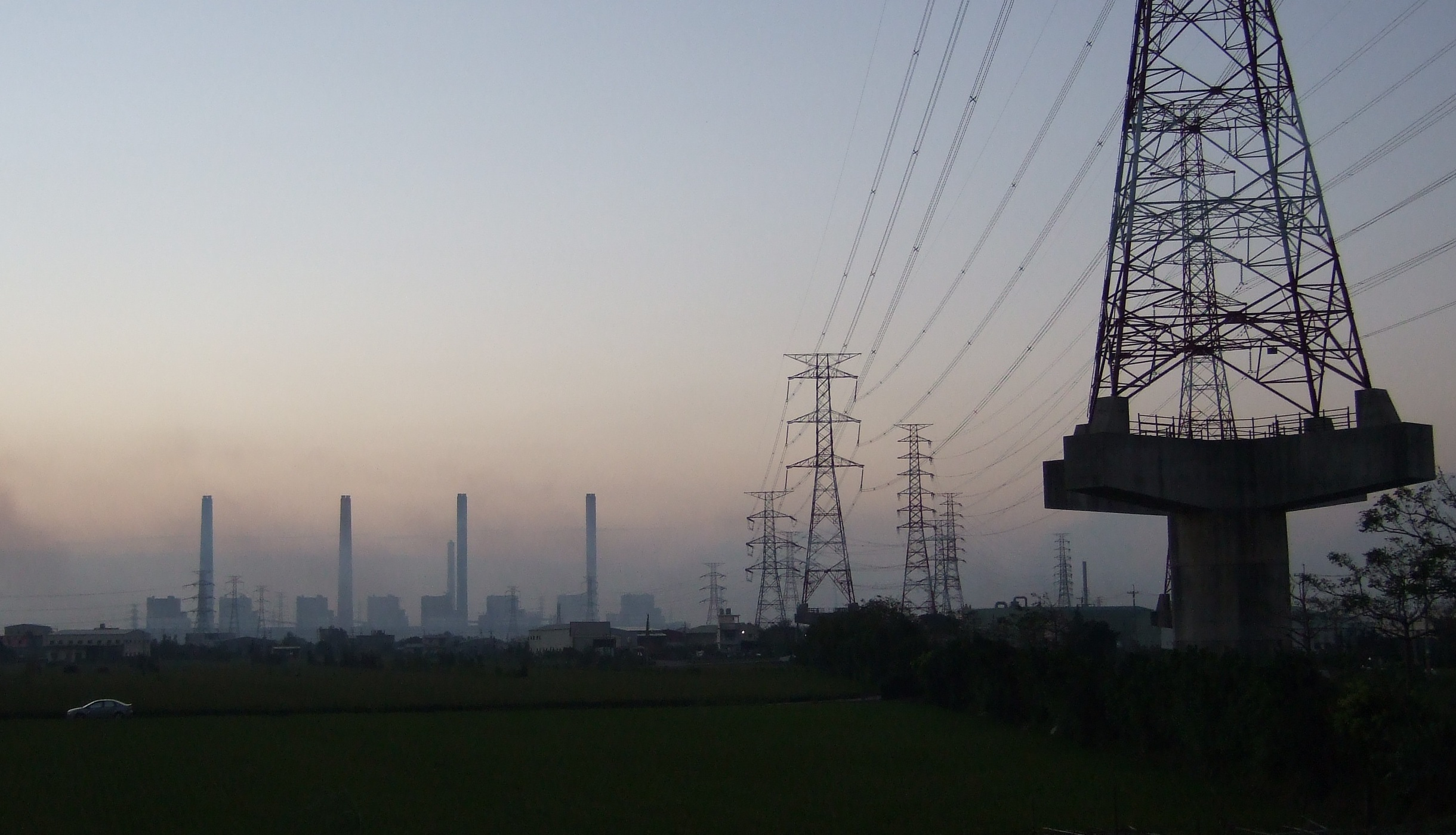
臺中市的輸電線

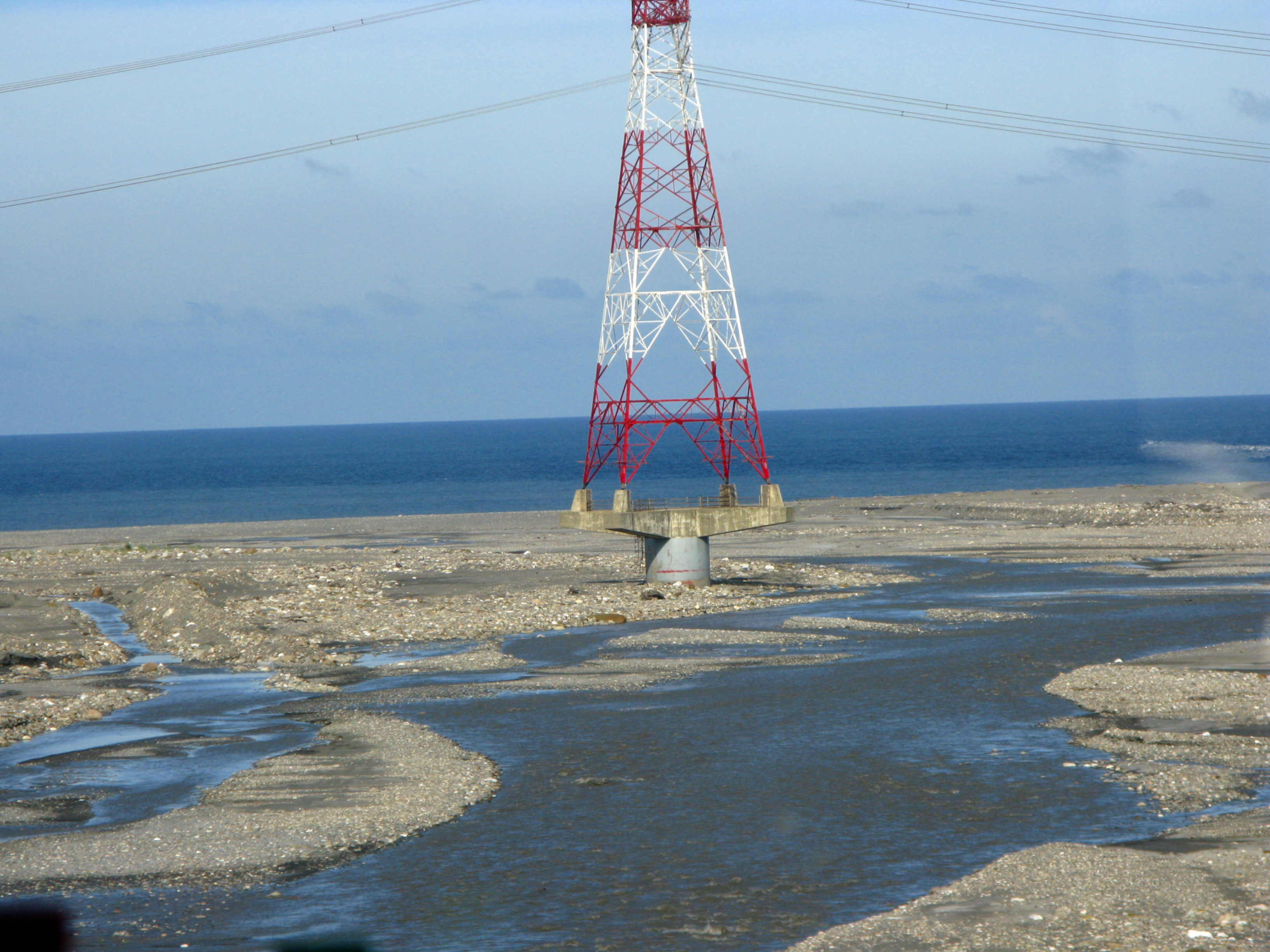
雲林縣的輸電線

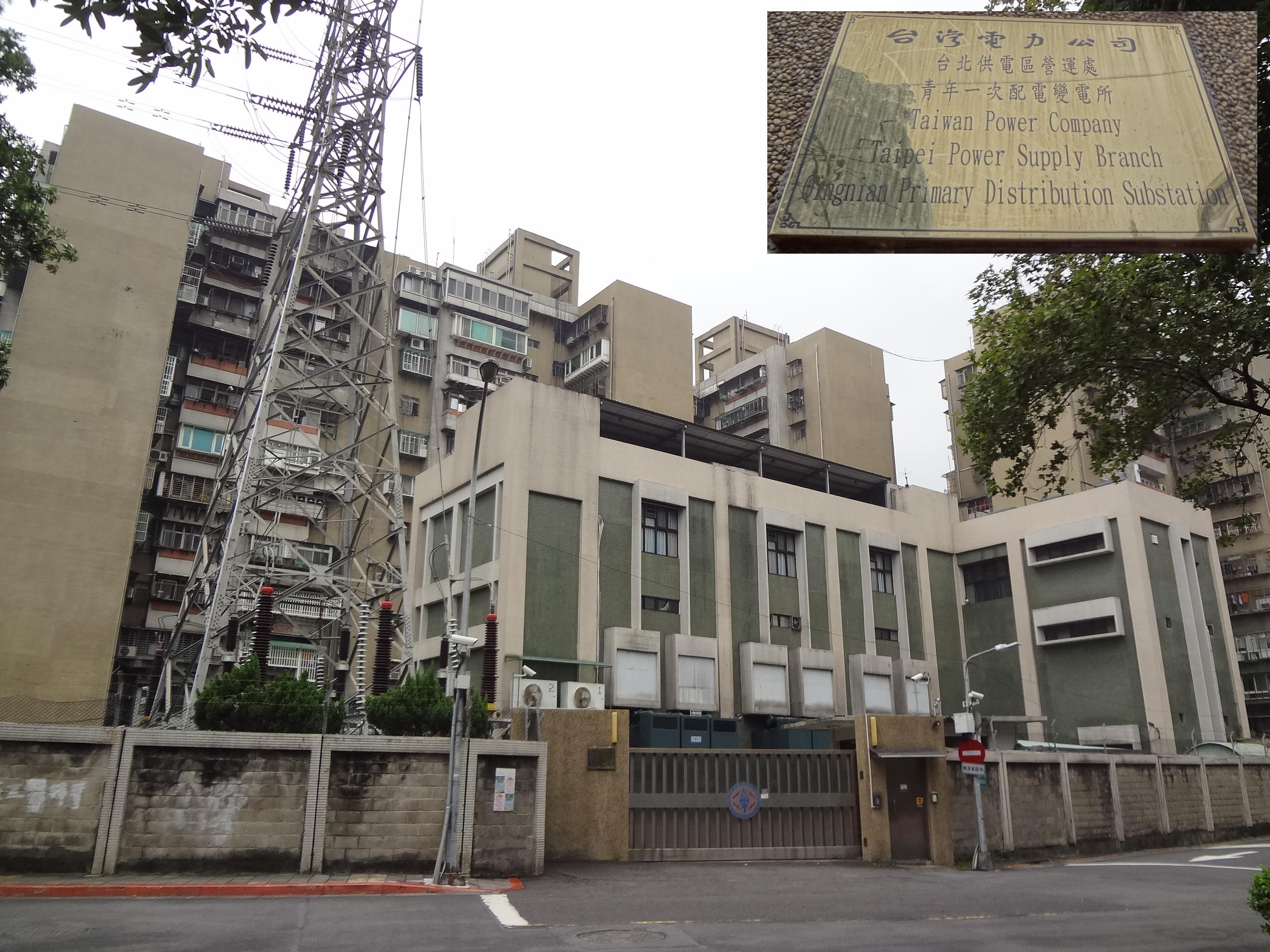
臺北市的一級變電所

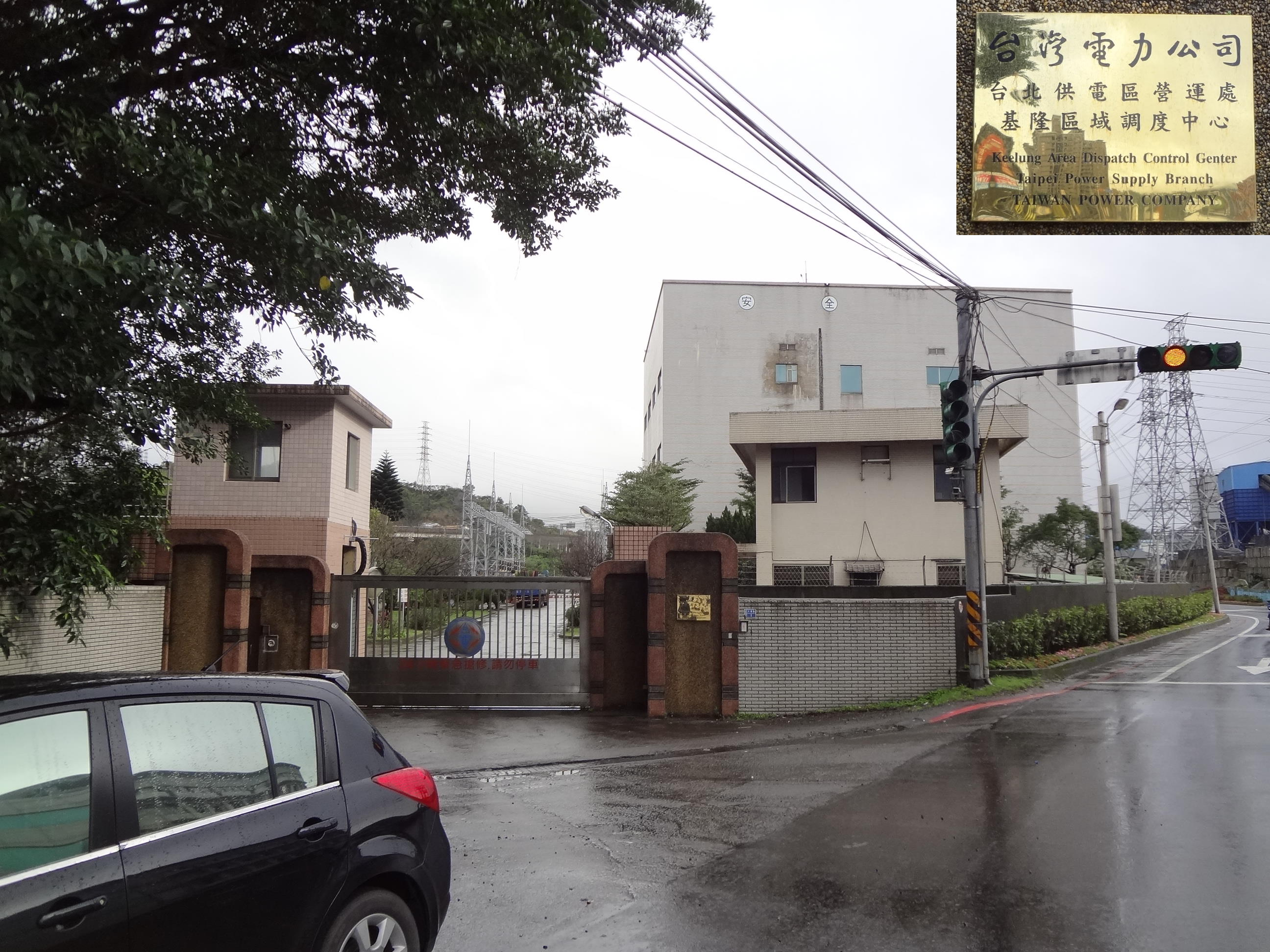
基隆市的電力調度控制中心

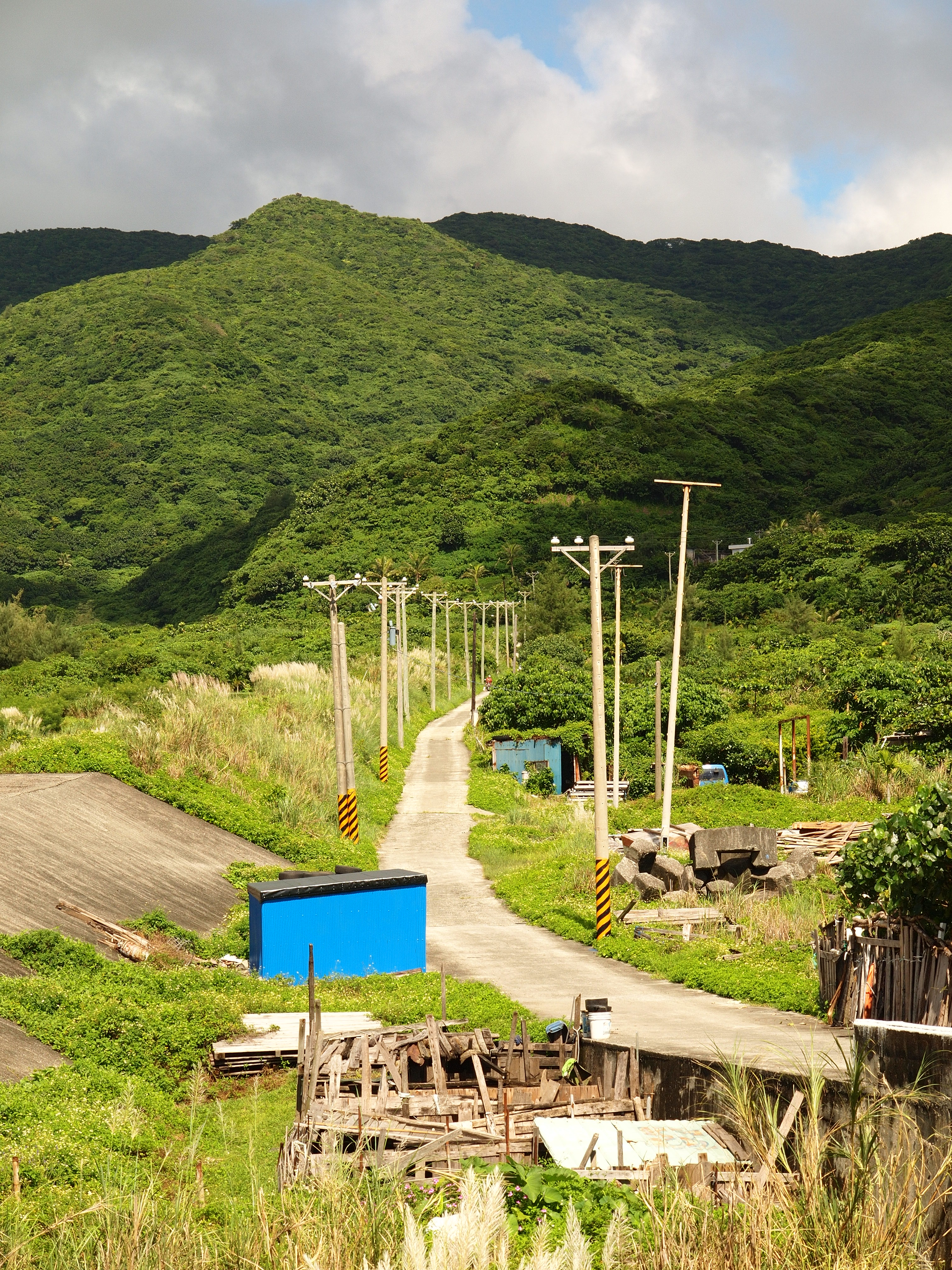
臺東縣蘭嶼的配電線

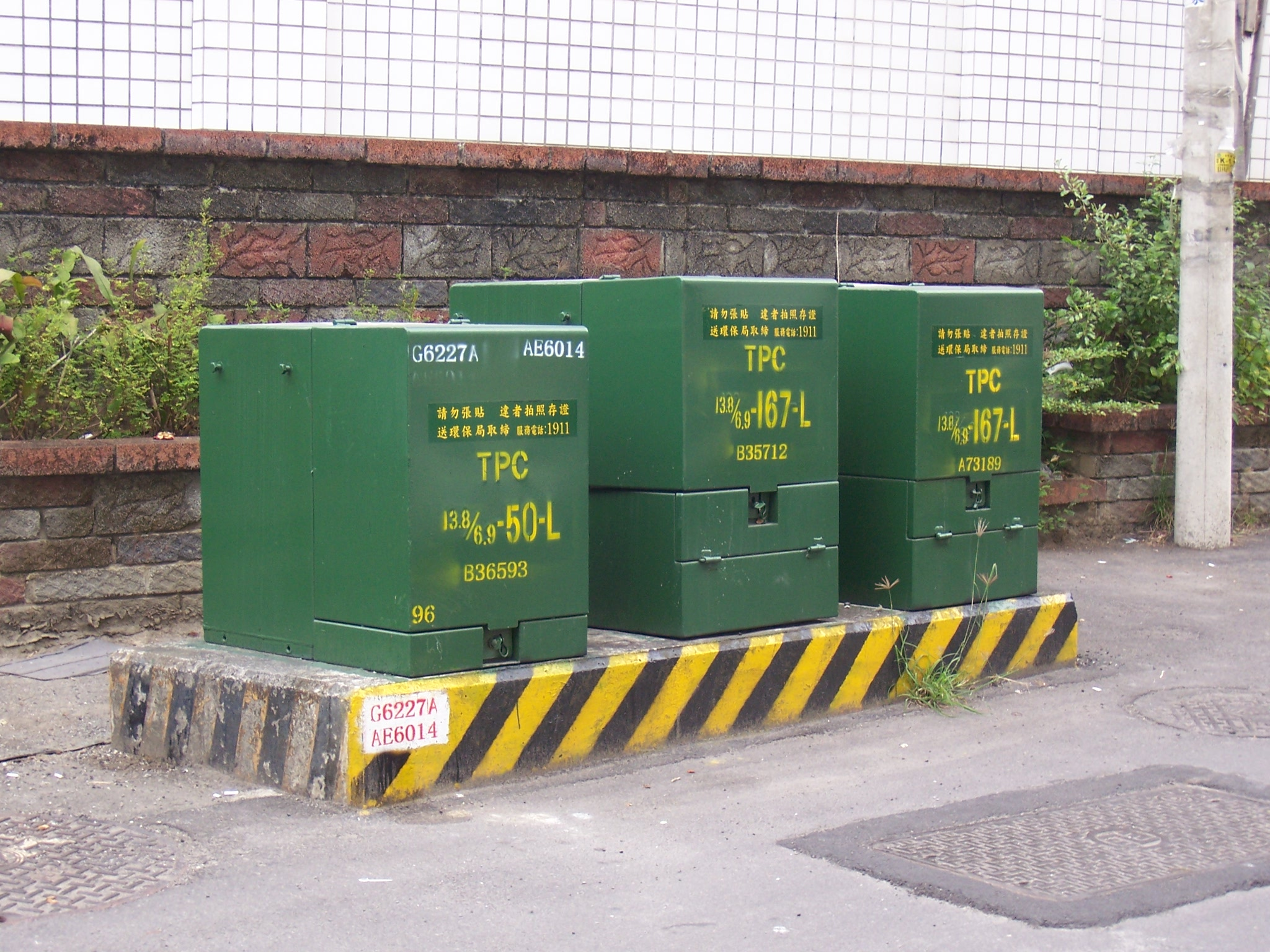
亭置式變壓器

### 輸電和配電線路
2013年為止，台灣的輸電線路全長7,054公里，電壓等級為345 kV及161 kV，台灣電力公司管理所有的輸電線路。配電線路的總長為351,474 km，配電的地下化已到達地下的四層。
台灣在2010年1月到2015年12月有一個六年的第七期輸配電計劃，總投資金額為台幣2389億元。計劃的目的建立一組新的及延伸輸電線路，全長2,370公里，其中包括130個變電所，其總變壓器容量可到23,560 MVA。

### 變電所及配電系統
2013年底為止，台灣的輸電網路中有598個變電所，其中有29個超高壓變電所、275個一級變電所以及294個二級變電所，容量分別是58,500 MVA、71,480 MVA及22,127 MVA。配電系統中有70%已完成自動化。

### 智慧電網
台電投資了相當於美元八億元的金額在配電系統自動化以及智慧變電所的開發上。2007年時，台電完成了未來二十年的智慧電網藍圖，分為短程、中程及長程三個階段。智慧電網著重在四個領域：電網安全性及可靠度、能源效率、顧客服務品質以及分散式發電的整合。

### 輸配電的損失
2013年台灣在輸配電線路上的電能損失達7,290.9 GWh，佔總用電量的2.96%。

## 用電

### 額定
台灣一般家用市電電壓及頻率主要是110V/220V 60Hz。不過一般插頭是110V的電壓，家用電器中冷氣使用220V電壓的比例較高，兩者的插座形狀也不相同。

### 尖峰負載
台灣電網的尖峰負載是在2013年的33,957 MW，以及2014年的34,820 MW，預估2026年會到達43,010 MW。2015年7月2日下午1:48（當時時間，下同），電力負載到達台灣歷史上的新紀錄35,380 MW，2016年7月6日的下午1:45，用電量到達35,560 MW，使備用容量只有3.07%，已到達警戒值。
| 台灣的電力尖峰負載 | 台灣的電力尖峰負載 | 台灣的電力尖峰負載 |
| 日期               | 時間               | 尖峰負載           |
| ------------------ | ------------------ | ------------------ |
| 2014/7/15          | 1:40 p.m.          | 35,090 MW          |
| 2015/7/2           | 1:48 p.m.          | 35,380 MW          |
| 2016/7/6           | 1:45 p.m.          | 35,560 MW          |
| 2016/7/27          | 1:46 p.m.          | 35,821 MW          |
| 2016/7/28          | 1:43 p.m.          | 36,199 MW          |

### 用電情形
2013年台灣總用電量為202 TWh，其中包括工業（55.5%）、住家（20.2%）、商業（15.6%）及其他（8.7%）。2012年人均用電量為10,424 kWh。在2015年時，用電的成長率是每年1.9%。北台灣用電量是全台灣的40%，需要台灣中南部的發電廠提供北部電力。
|      | 合計    | 能源部門自用 | 工業部門 | 運輸部門 | 農業部門 | 服務業部門 | 住宅部門 |
| ---- | ------- | ------------ | -------- | -------- | -------- | ---------- | -------- |
| 2018 | 264,386 | 20,089       | 144,132  | 1,432    | 3,117    | 48,535     | 47,084   |
| 2017 | 261,392 | 19,890       | 141,109, | 1,422    | 3,036    | 48,320     | 47,612   |
| 2016 | 255,420 | 18,953       | 136,890  | 1,361    | 2,922    | 47,959     | 47,332   |
| 2015 | 250,019 | 19,034       | 134,700  | 1,347    | 2,917    | 47,137     | 44,882   |
| 2014 | 251,078 | 18,880       | 136,414  | 1,321    | 2,832    | 46,455     | 45,173   |
| 2013 | 245,106 | 18,440       | 133,214  | 1,278    | 2,751    | 45,853     | 43,567   |
| 2012 | 241,214 | 18,682       | 129,521  | 1,228    | 2,707    | 45,800     | 43,273   |
| 2011 | 242,084 | 19,083       | 128,883  | 1,203    | 2,726    | 45,770     | 44,418   |
| 2010 | 237,405 | 19,068       | 125,247  | 1,150    | 2,615    | 45,896     | 43,427   |
| 2009 | 220,713 | 19,074       | 110,731  | 1,106    | 2,581    | 44,151     | 43,066   |
| 2008 | 229,685 | 19,602       | 118,114  | 1,100    | 2,600    | 45,580     | 42,686   |
| 2007 | 233,486 | 20,809       | 120,418  | 830      | 2,619    | 45,683     | 43,124   |
| 2006 | 225,966 | 20,292       | 114,501  | 551      | 2,601    | 45,555     | 42,464   |
| 2005 | 218,457 | 19,592       | 109,492  | 522      | 2,489    | 44,054     | 42,305   |
| 2004 | 209,889 | 18,937       | 106,544  | 518      | 2,510    | 41,789     | 39,588   |

### 用電戶
2012年時台灣總用電戶將近1300萬戶，依數量多寡排序，依序為住家（89.4%）、商業（7.6%）、工業（1.6%）及其他（1.4%）。

### 電表

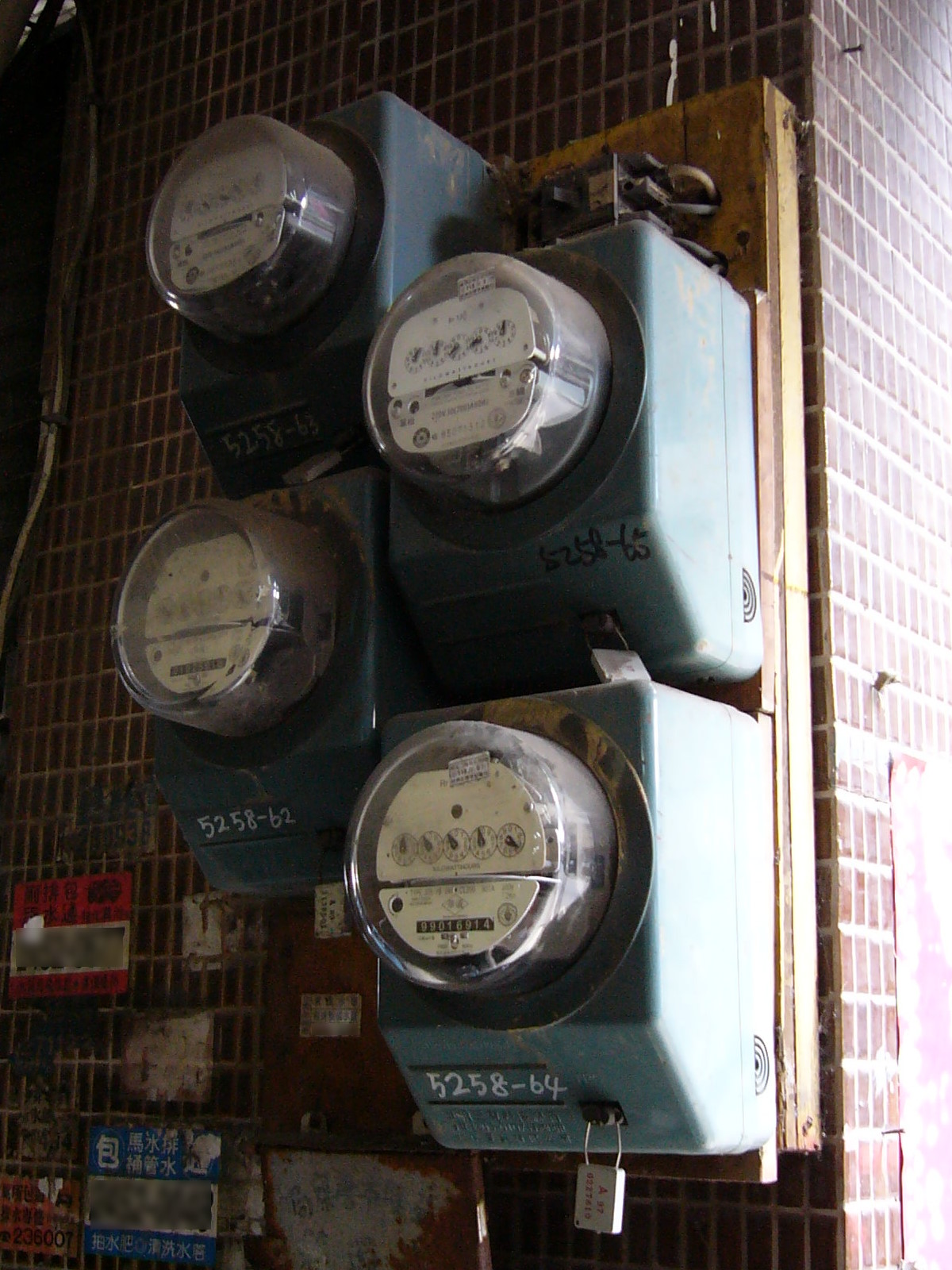
台電客戶端的電表

台灣為了減少用電量以及提昇能源使用效率，進行電力需求側管理，其中一項就是使用智慧型電表（AMI）。中華民國經濟部能源局在2012年指示台電要針對二萬三千個高壓電用戶以及一萬個低壓用戶架設智慧型電表。到2011年底時，台電已在1200個高壓電用戶裝設了智慧型電表。

### 節約用電
為了鼓勵大眾節約能源及用電，台電有在2012年提出節約用電措施以及節約能源競賽。2012年一年的省電量達到4.833 TWh，減碳量達到259萬噸。
2016年10月時因為氣候炎熱，造成台電的備用容量減少，行政院下令台灣各政府機關在中午12點至下午2進行省電措施，特別是空調及燈光進行調整。

### 限電
台電針對一天中的備轉容量有五種不同的燈號來識別。綠燈表示備轉容量率超過 10%、黃燈表示介於 6-10% 之間、橙燈表示小於 6%，紅燈代表備轉容量小於 900 MW，黑燈代表備轉容量小於 500 MW，台電需啟動限電。
在限電時，台電會先減少負載超過 5 MW 的商業用戶 5% 的電量，若仍有問題，會再減少負載在 1-5 MW的商業用戶的用電量。若備轉容量繼續不足，限電程度會再增加到 10% 至 15%，接著會針對負載在 1 MW 以下的商業用戶及住家用戶進行限電。

### 電費
2013年的電燈電費是每度3.1165元，電力電費是每度2.8020元。每年六月到九月會針對每月用電超過1200度的用戶，以夏季用電的費率計費。

### 停電
台灣最大規模因為颱風造成的停電，是在2015年8月9日因為颱風蘇迪羅所造成的停電，造成485萬戶的電力中斷
台灣最大規模的停電是在2017年8月15日下午4:53分，桃園市觀音區大潭發電廠的六個发电机（總供電量438萬瓩）因為施工操作錯誤而跳脫。造成北台灣688萬戶分區限電（2017年8月15日全台大停電）。
2021年5月13日下午14時37分由於高雄市路竹路北超高壓變電所匯流排故障，導致興達電廠全廠停機。影響全台1010萬戶次。

### 效率
台灣在2015年世界銀行評估189個國家的電力情形，台灣在和電力申請有關的「電力取得」項目中，獲得第二名。

## 旅遊
台灣為旅遊設計的電力相關景點有：
- 高雄三民區的光之塔（台電高架鐵塔）
- 高雄旗津區的旗津風車公園